# Vuelo 981 de Flydubai
El vuelo 981 de Flydubai fue un vuelo internacional regular de pasajeros desde Dubái, Emiratos Árabes Unidos, a Rostov del Don, Rusia. El 19 de marzo de 2016, el Boeing 737-800 que operaba el vuelo se estrelló durante una maniobra de aproximación frustrada, falleciendo los 62 pasajeros y tripulantes a bordo.
El vuelo se realizó de noche y el clima en Rostov del Don era malo. El vuelo 981 abortó su primer intento de aterrizaje y entró en un patrón de espera de casi dos horas antes de intentar un segundo aterrizaje. Tras abortar el segundo intento, la aeronave ascendió bruscamente durante la maniobra de frustrada y luego descendió rápidamente, estrellándose contra la pista.

## Descripción

### Aerolínea
Flydubai es una aerolínea de bajo costo estatal emiratí con centro de operaciones en Dubái. Su presidente, el jeque Ahmed bin Saeed Al Maktoum, también preside Emirates, con sede en Dubái.Flydubai se fundó e inició operaciones en 2009 y se expandió rápidamente. En el momento del accidente, volaba a más de 100 destinos, incluidos 11 en Rusia, con una flota compuesta exclusivamente por Boeing 737-800. Flydubai inauguró su servicio a Rostov del Don en septiembre de 2013 con dos vuelos semanales programados.
La aerolínea no había tenido accidentes fatales previos y tenía un excelente historial de seguridad.En 2015, Flydubai pasó la auditoría de seguridad de la IATA, y varios días antes del accidente se había convertido en miembro oficial de la organización.Tras el accidente, los pilotos de Flydubai expresaron su preocupación por la fatiga relacionada con el trabajo. Un piloto, que declaró a BBC News que el personal no tenía tiempo suficiente para descansar entre turnos, también informó a la alta dirección, que respondió: «No tenemos problemas de fatiga en Flydubai». Otro empleado estimó que la mayoría de los 25 pilotos (de un total de 600) que renunciaron a la aerolínea en 2016 lo hicieron por «fatiga, horarios y calidad de vida». Algunos pilotos creían que el accidente era inevitable. En respuesta a las acusaciones, Flydubai declaró: «No podemos revelar información confidencial sobre nuestros empleados».

### Aeronave
El avión involucrado era un Boeing 737-8KNde cinco años de antigüedad, matriculado como A6-FDN,MSN 40241, y estaba propulsado por dos motores CFM International CFM56-7B27.Su vuelo inaugural se produjo el 21 de diciembre de 2010 y fue entregado a Flydubai el 24 de enero de 2011.La aeronave había pasado una inspección de mantenimiento de grado C el 21 de enero de 2016.
El avión, que transportaba combustible suficiente para 8,5 horas de vuelo, había estado volando durante seis horas antes del accidente.

### Tripulación de vuelo
El capitán era Aristos Sokratous, de 37 años, de Chipre,que tenía más de 6.000 horas de vuelo total, incluidas 4.905 horas en el Boeing 737.Sokratous fue ascendido a capitán un año y medio antes del accidente.En el momento del accidente, tenía la intención de abandonar la aerolínea después de aceptar un trabajo en Ryanair que le permitiría regresar a Chipre para estar con su familia.Su esposa debía dar a luz a su primer hijo unas semanas después del accidente.Según varios miembros del personal de Flydubai, Sokratous decidió dejar la aerolínea principalmente por cansancio y problemas de estilo de vida, y el vuelo 981 fue uno de sus últimos vuelos con la aerolínea.
El primer oficial, Alejandro Álava Cruz, de 36 años y procedente de España,tenía más de 5.700 horas de vuelo, 1.100 de ellas en el Boeing 737.Comenzó a trabajar en Flydubai en 2013 y anteriormente había volado para dos aerolíneas regionales en las Islas Canarias españolas, Binter Canarias y NAYSA, antes de unirse a la aerolínea.
Según el informe final del Comité Interestatal de Aviación (IAC), el vuelo accidentado fue el primer vuelo de ambos pilotos a Rostov. El capitán tenía experiencia en vuelos a otros aeropuertos rusos, pero el copiloto no.: 104 

### Clima
Las condiciones meteorológicas en el Aeropuerto de Rostov del Don se describieron como adversas. La base de nubes se encontraba a 2070 pies (631 m), con lluvias ligeras y calima. El viento tenía una velocidad de 25 ns (13 m/s; 46 km/h; 29 mph), con ráfagas de hasta 35 ns (18 m/s; 65 km/h; 40 mph), desde 230 grados, con turbulencia intensa y cizalladura del viento moderada en la ruta de aproximación final.

## Accidente
El vuelo 981 tenía previsto salir del Aeropuerto Internacional de Dubái a las 21:45 hora estándar del Golfo (UTC+4) el 18 de marzo de 2016 y llegar al Aeropuerto de Rostov del Don a la 01:20 hora estándar de Moscú (UTC+3) del día siguiente.Partió de Dubái después de un retraso de 35 minutos a las 22:20 GST.Cuando el vuelo 981 llegó al punto inicial para comenzar la aproximación a Rostov del Don, otros dos vuelos habían aterrizado durante los 20 minutos anteriores.
Una alerta del sistema de advertencia de cizalladura del viento a bordo del vuelo 981 provocó que los pilotos abandonaran su aproximación para aterrizar a pocos kilómetros de la pista.: 113 El vuelo entró en un patrón de espera cerca del aeropuerto, a la espera de que mejorara el clima.Mientras el vuelo 981 estaba en espera, el vuelo 1166 de Aeroflot realizó tres intentos fallidos de aterrizar y luego se desvió al cercano Aeropuerto Internacional de Krasnodar, donde aterrizó a las 02:59.
Casi dos horas después, durante la segunda aproximación de la tripulación a la pista 22, la velocidad aerodinámica aumentó repentinamente en 23 nudos (43 km/h; 26 mph), : 145 una indicación de que la aeronave había encontrado cizalladura del viento, y nuevamente la tripulación inició una maniobra de aproximación frustrada.: 147 A diferencia de la primera aproximación frustrada, los pilotos retrajeron el tren de aterrizaje y redujeron el ajuste de los flaps.: 148 Esto provocó que el morro se inclinara significativamente hacia arriba y el capitán (que volaba el avión) intentó contrarrestar la fuerza con un esfuerzo considerable en la columna de control.: 148 El capitán presionó el interruptor de compensación de morro hacia abajo, pero continuó presionando también la columna de control. Esto hizo que el avión se inclinara hacia abajo y entrara en un descenso de 45 grados.: 153–154 A las 03:42, se estrelló en la pista cerca del umbraly se incendió. No hubo supervivientes.Tras el impacto, los fragmentos del avión quedaron esparcidos por la pista 22.

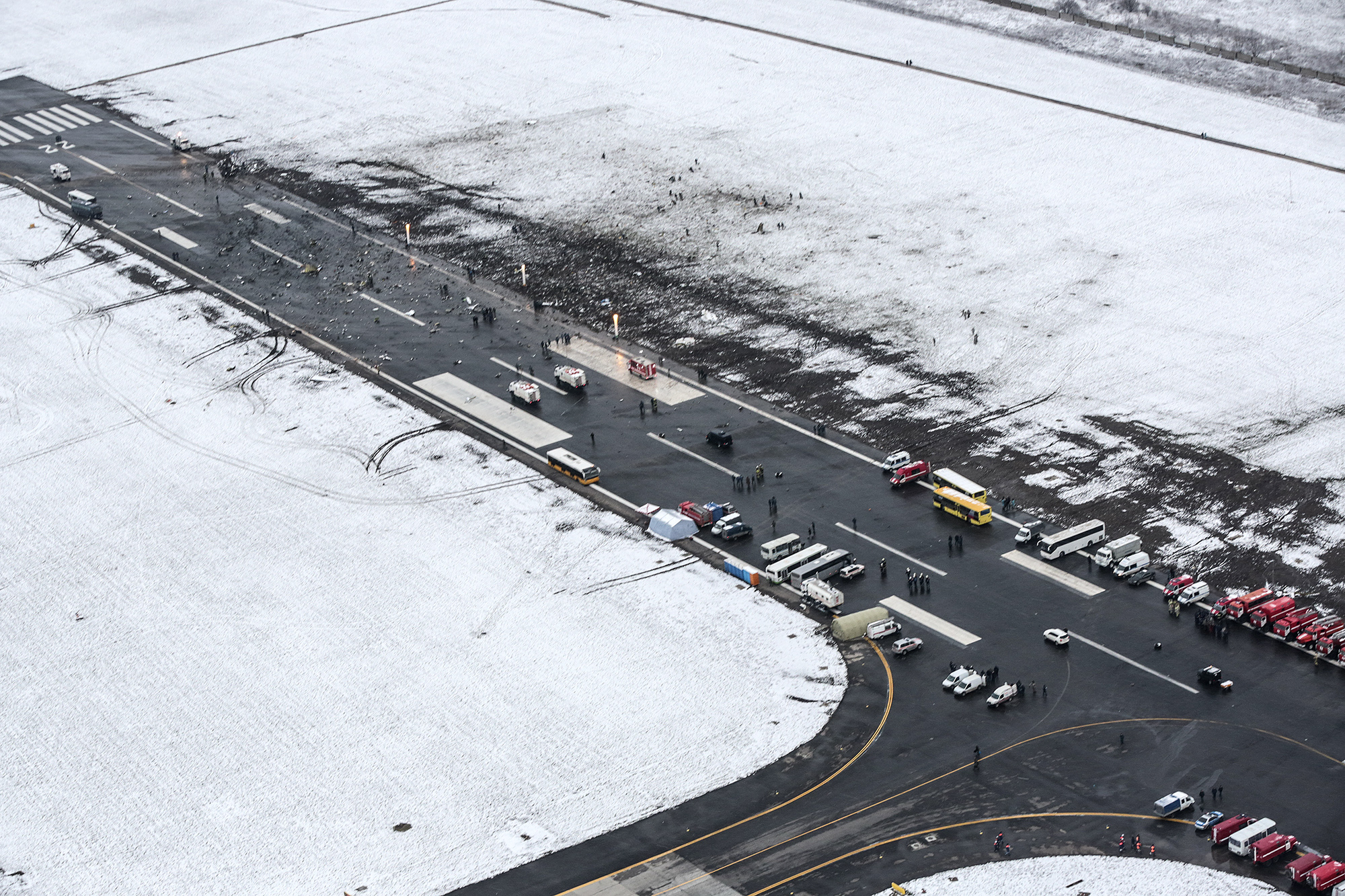
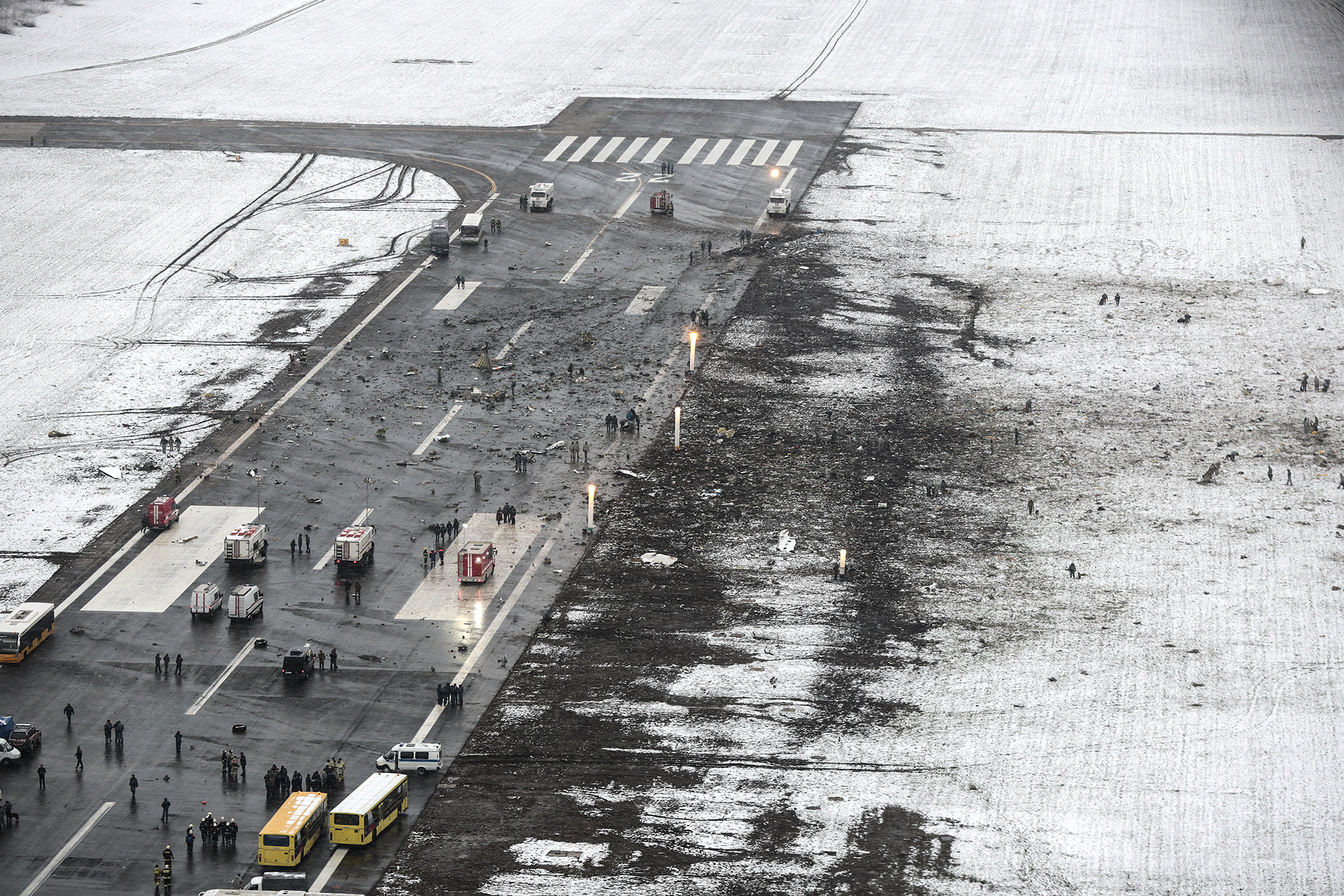
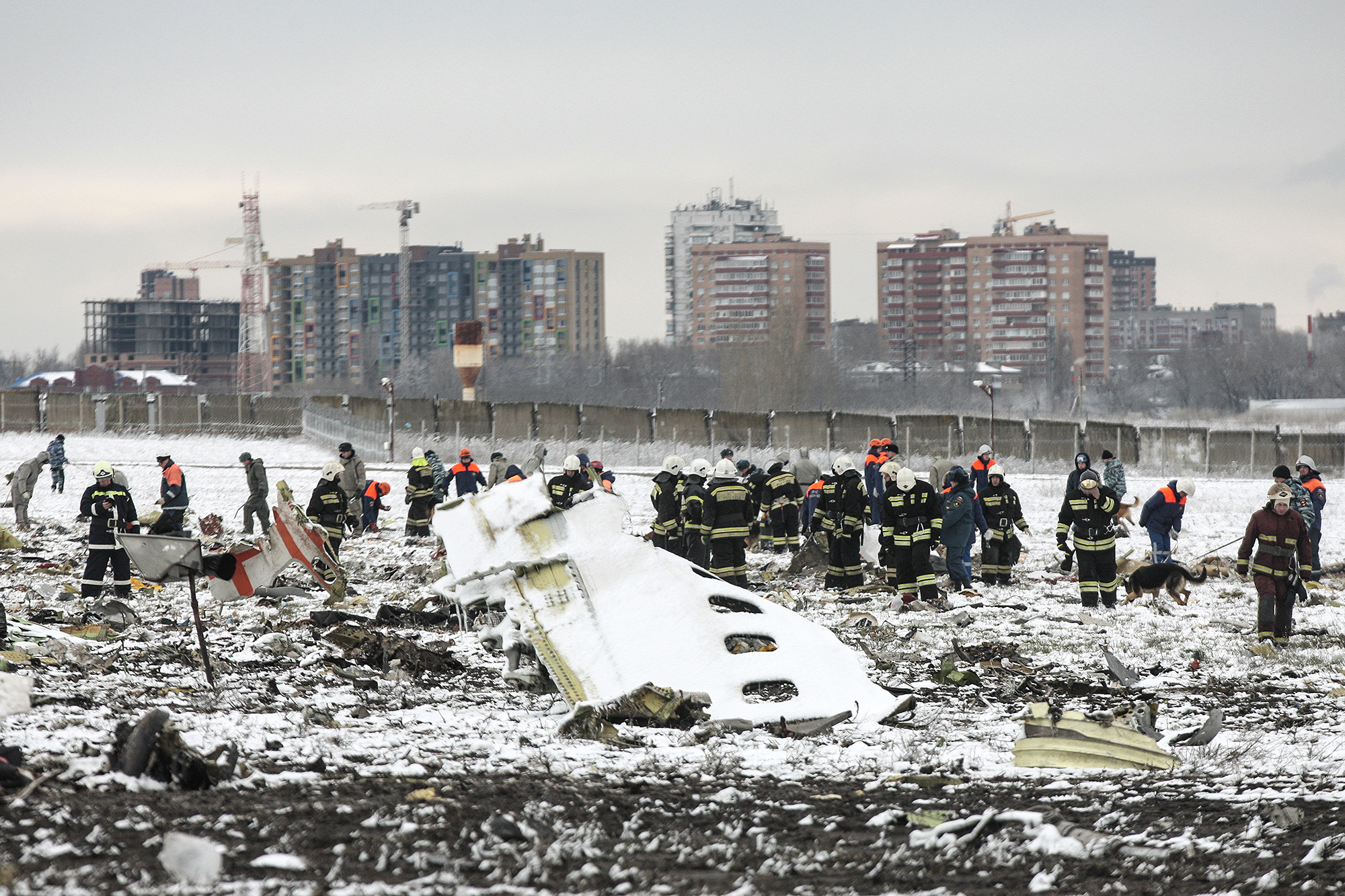
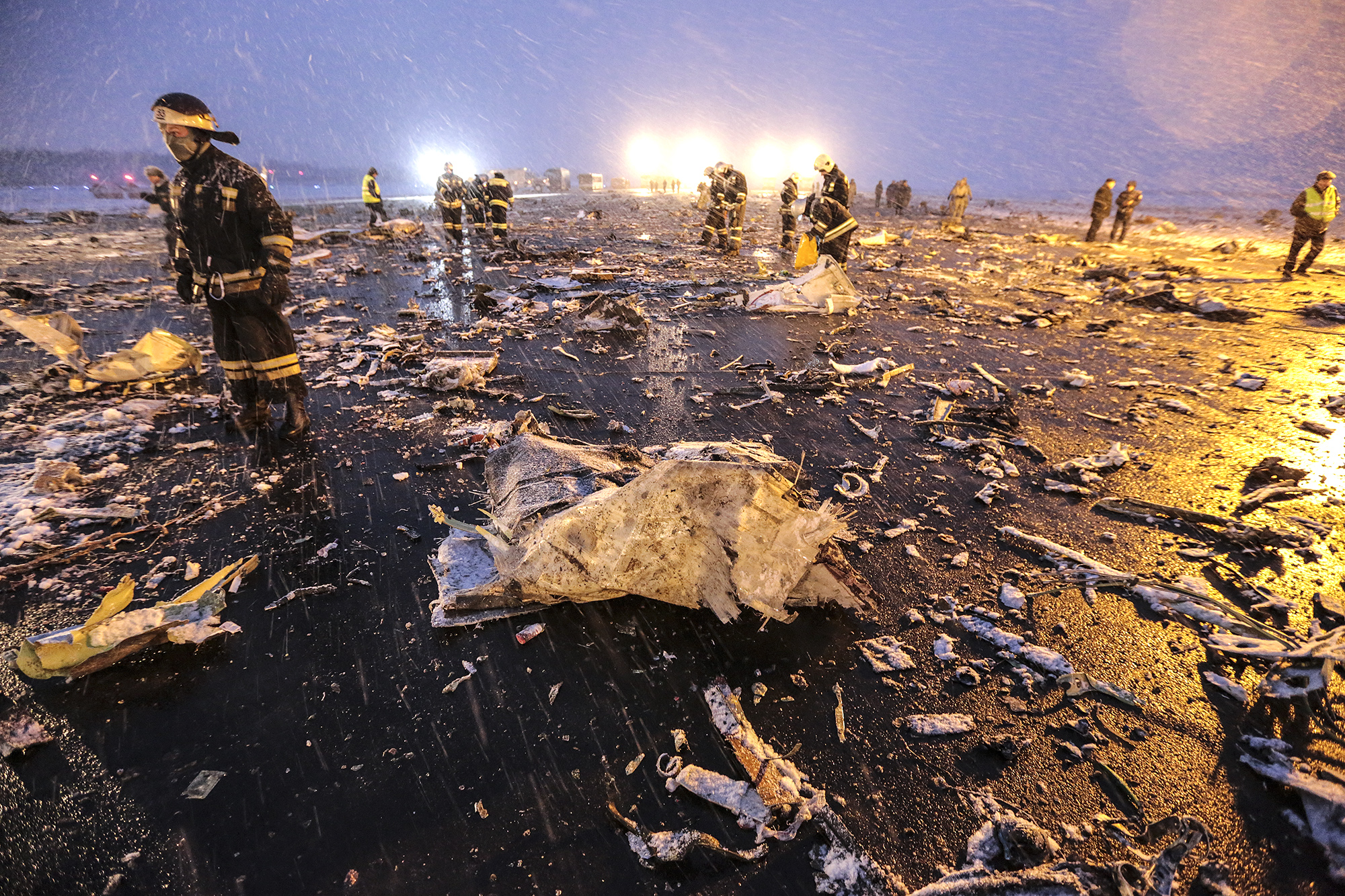

## Víctimas
| Nacionalidad | Pasajeros | Tripulación |
| ------------ | --------- | ----------- |
| Rusia        | 44        | 1           |
| Ucrania      | 8         | 0           |
| India        | 2         | 0           |
| Uzbekistán   | 1         | 0           |
| España       | 0         | 2           |
| Colombia     | 0         | 1           |
| Chipre       | 0         | 1           |
| Kirguistán   | 0         | 1           |
| Seychelles   | 0         | 1           |
| Total        | 55        | 7           |

Las 62 personas a bordo, es decir 55 pasajeros y 7 miembros de la tripulación, murieron en el accidente.De los pasajeros, 44 (incluidos cuatro niños) eran ciudadanos rusos.Otros ocho pasajeros procedían de Ucrania, dos de la India y uno de Uzbekistán. Treinta de los pasajeros eran turistas que participaban en un paquete turístico ofrecido por Natalie Tours, uno de los mayores operadores turísticos rusos.Los siete miembros de la tripulación incluían a Alex Confait, hijo del velocista olímpico seychelense Vincent Confait.
Entre los pasajeros estaban Igor Pakus, médico jefe del hospital clínico regional de la provincia de Rostov y miembro de la Asamblea Legislativa Regional, y Elvira Belyakova, directora general del fondo de pensiones Rostvertol.

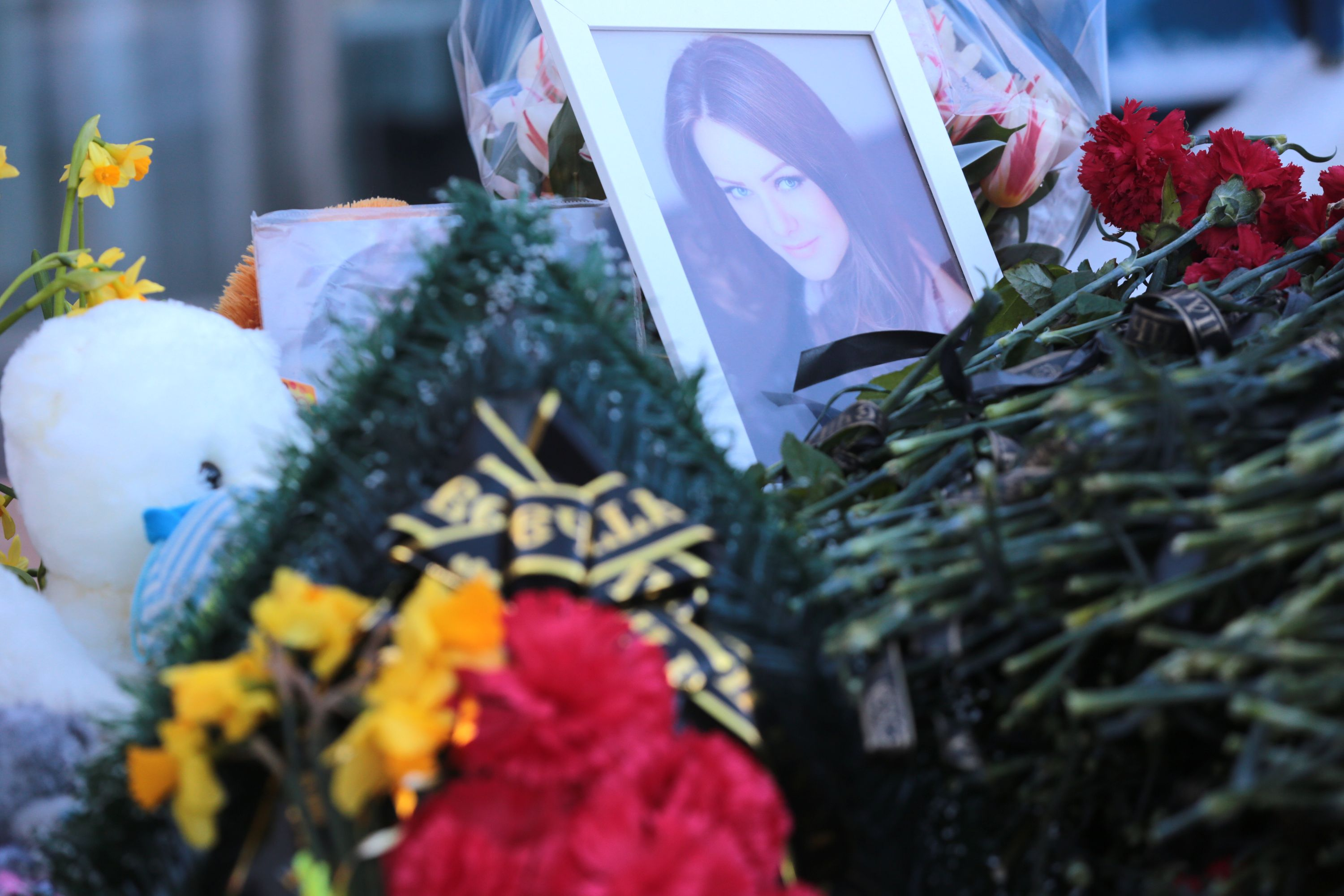
Monumento conmemorativo en el aeropuerto

- Wikinoticias tiene noticias relacionadas con Vuelo 981 de Flydubai.

## Investigación

Una animación de la NASA que muestra el cabeceo de los elevadores de un avión en la parte trasera

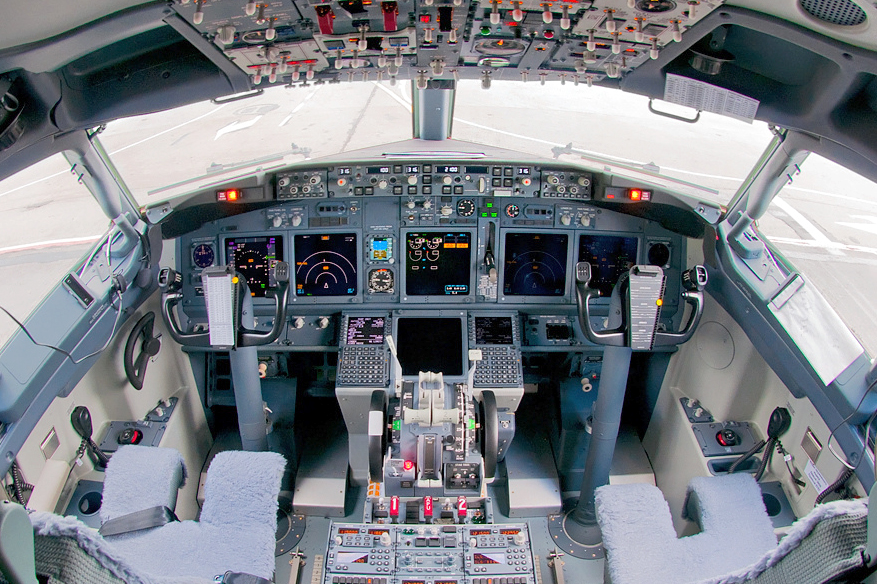
Una cabina de Boeing 737-800

El día del accidente, el Comité Interestatal de Aviación (IAC) creó una comisión de investigación para determinar las circunstancias y las causas del accidente. La investigación estuvo dirigida por investigadores de accidentes aéreos rusos e incluyó a representantes de las autoridades de aviación de los Emiratos Árabes Unidos, Estados Unidos (el país de diseño y fabricación del avión) y Francia (el país donde se diseñaron los motores del avión).El equipo estadounidense estaba formado por investigadores de accidentes aéreos de la Junta Nacional de Seguridad en el Transporte (NTSB), expertos de Boeing y representantes de la Administración Federal de Aviación (FAA). 
El Comité de Investigación Ruso abrió una investigación criminal sobre posibles violaciones de seguridad que llevaron al accidentey asignó más de 50 investigadores para trabajar en el caso.En un comunicado, enumeró "errores de la tripulación, fallos técnicos, condiciones climáticas adversas y otros factores" como posibles razones del accidente. Se descartó el terrorismo como posibilidadya que no se encontraron rastros de explosivos.

### Progreso
El 20 de marzo de 2016, los investigadores completaron un reconocimiento de los restos. Expertos rusos y emiratíes iniciaron el análisis de los datos de radar, las comunicaciones entre la tripulación y el ATC, y la información meteorológica. Ambas grabadoras de vuelo fueron recuperadas del lugar del accidente y entregadas al Comité Interestatal de Aviación en Moscú.
Los días 20 y 21 de marzo de 2016, los investigadores de Rusia, Emiratos Árabes Unidos (EAU) y Francia extrajeron los módulos de memoria de sus carcasas protectoras y descargaron los datos tanto del registrador de datos de vuelo (FDR) como de la grabadora de voz de cabina (CVR). Ambas grabadoras funcionaron con normalidad hasta el momento del impacto. Si bien sus carcasas exteriores sufrieron algunos daños, la calidad de ambas grabaciones fue buena. Se elaboró una transcripción de la comunicación entre el capitán y el copiloto, y se analizaron los datos. Los investigadores también comenzaron a sincronizar la información de las grabadoras de vuelo, los datos del ATC y la información meteorológica.
El 21 de marzo de 2016, los investigadores en Rostov del Don terminaron de recoger los escombros del lugar del accidente y comenzaron a reconstruir la disposición del fuselaje en un hangar. Otro grupo de investigadores con base en Moscú, junto con investigadores emiratíes, representantes de aerolíneas y expertos de Chipre y España, comenzó a recopilar y analizar materiales relacionados con la aeronavegabilidad de la aeronave, la preparación del vuelo 981 antes del despegue y el entrenamiento de su tripulación.
El 23 de marzo de 2016, los investigadores rusos y extranjeros comenzaron a probar el equipo de radiocomunicación del Aeropuerto de Rostov, examinar las comunicaciones del ATC con otras tripulaciones de vuelo antes del accidente y evaluar las acciones del ATC y de los servicios meteorológicos del aeropuerto. Utilizando datos recuperados de las grabadoras de vuelo, así como información del registro de mantenimiento de la aeronave y la documentación del vuelo, los investigadores comenzaron a analizar el funcionamiento de todos los sistemas de la aeronave del vuelo 981, incluyendo el sistema de control de vuelo y los motores, y también analizaron las acciones y el estado de la tripulación durante todo el vuelo.
El 29 de marzo de 2016, el IAC anunció que el análisis preliminar de la información de las grabadoras de vuelo no mostró evidencia de fallo en ningún sistema, motor u otro componente de la aeronave. El certificado de aeronavegabilidad era válido y todo el historial de mantenimiento necesario estaba en regla al momento del despegue.Se preparó una transcripción de más de dos horas de las últimas comunicaciones de la tripulación, pero no fue entregada a la prensa porque las normas internacionales y rusas de investigación de accidentes aéreos prohíben su publicación.El IAC solicitó a Boeing que proporcionara documentación técnica para ayudar en la evaluación de las operaciones del sistema de la aeronave, así como información sobre todos los incidentes similares anteriores con fuselajes de Boeing.
El 20 de abril de 2016, el IAC publicó un primer informe provisional.
En agosto de 2018, el IAC comenzó a reconstruir datos del sistema de visualización head-up (HUD).

### Informe final
El 26 de noviembre de 2019, el IAC publicó su informe final, que indicó que la causa fue una combinación de configuración incorrecta de la aeronave, error del piloto y la consiguiente pérdida de la consciencia situacional del piloto al mando en condiciones de tormenta nocturna. El procedimiento de frustrada con el tren de aterrizaje y los flaps retraídos, pero con el máximo empuje disponible, compatible con la maniobra de escape por cizalladura del viento, sumado a la ligereza de la aeronave, provocó la excesiva actitud de morro arriba.

## Reacciones

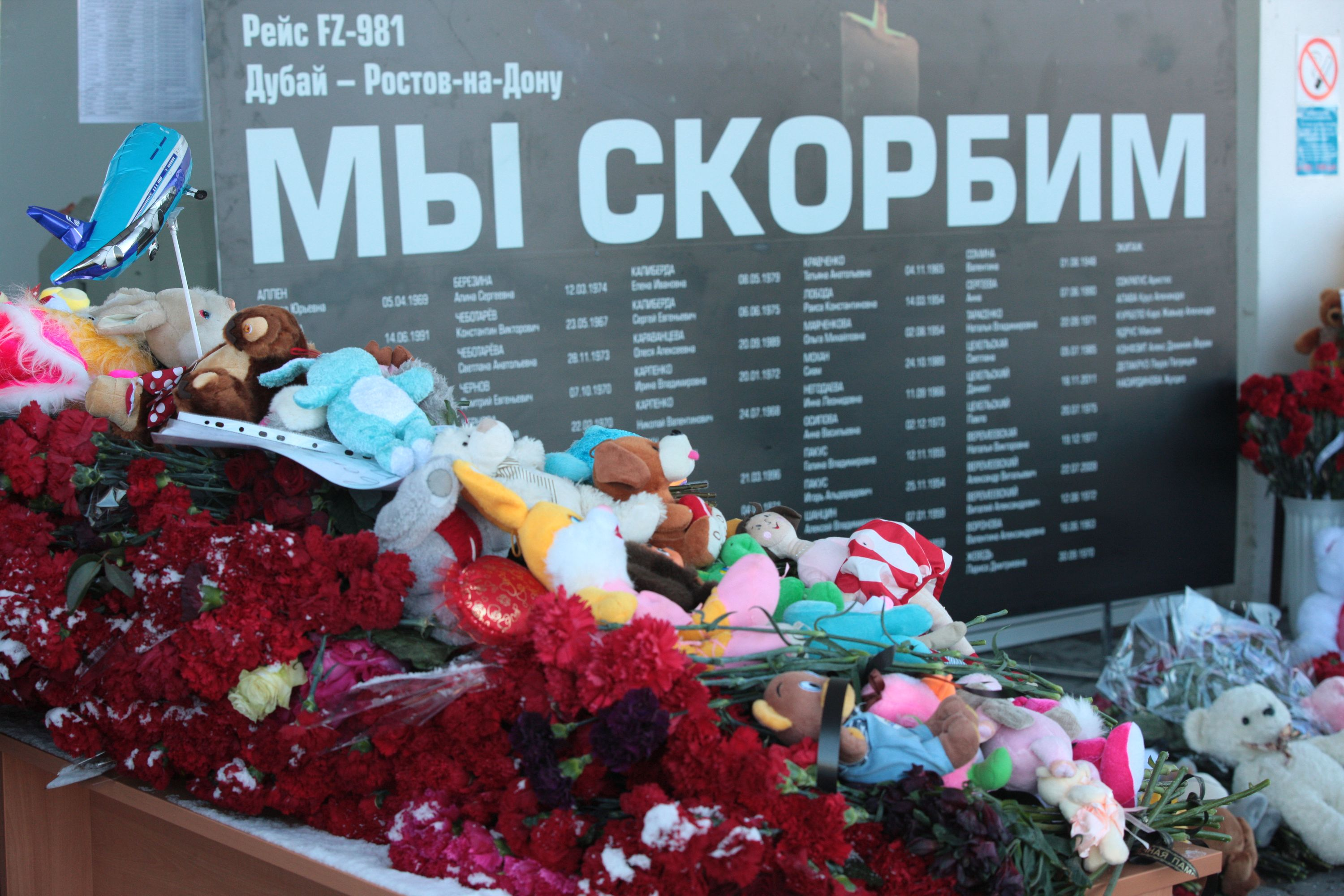
Monumento conmemorativo en el aeropuerto

Ante el desastre, el gobernador de la región de Rostov, Vasily Golubev, anunció que el gobierno pagaría un millón de rublos (unos 15.000 dólares) a las familias de las víctimas.El día después del accidente, el 20 de marzo, fue declarado día de luto en la región.
El 21 de marzo de 2016, Flydubai abrió un centro de asistencia familiar para las familias de las víctimas en Rostov del Don.Anunció un pago de 20.000 dólares por pasajero para las "necesidades financieras inmediatas" de sus familias, pero posteriormente pagó sólo 1.913 dólares por pasajero.La aerolínea reanudó los vuelos regulares a Rostov tan pronto como el aeropuerto reabrió después del accidente, pero asignó un número de vuelo diferente para la ruta.
En una conferencia de prensa, el director ejecutivo de Flydubai, Ghaith Al Ghaith, informó a los periodistas emiratíes que especialistas de los departamentos de ingeniería, seguridad y protección de la compañía estaban trabajando estrechamente en el terreno con los investigadores rusos.Pidió a los medios de comunicación abstenerse de especular y "dar tiempo a los investigadores para hacer su trabajo y obtener resultados".
El 24 de marzo de 2016, el príncipe heredero de Abu Dabi, Mohamed bin Zayed Al Nahayan, viajó a Moscú para discutir el curso de la investigación del accidente con el presidente ruso, Vladímir Putin.
El experto en aviación Alexander Knivel destacó múltiples similitudes entre el vuelo 981 y el vuelo 363 de Tatarstan Airlines.En ambos casos, un Boeing 737 impactó el aeródromo a alta velocidad vertical al intentar una maniobra de aproximación frustrada. La investigación del vuelo 363, realizada por el Comité Interestatal de Aviación, dictaminó que el accidente de 2013 se debió a un error del piloto. Sin embargo, un informe de opinión disidente alegó que la comisión ignoró un posible fallo mecánico en los controles del elevador del Boeing 737.
El 28 de marzo de 2016, Artyom Kiryanov, miembro de la Cámara Cívica de Rusia, pidió a la Agencia Federal de Transporte Aéreo de Rusia y al IAC que suspendieran los certificados de vuelo de todos los Boeing 737 Classics y Next Generation de propiedad y operación rusa, hasta el final de la investigación del vuelo 981, citando preocupaciones sobre los controles del elevador en todos los 737.Tras conocerse esta noticia en Estados Unidos, las acciones de Boeing cayeron un 0,81% en la Bolsa de Nueva York.
El 12 de abril de 2016, el bufete de abogados estadounidense Ribbeck Law, en nombre de varios familiares de las víctimas, presentó una demanda contra Boeing en el Tribunal de Circuito del Condado de Cook en Chicago, solicitando una compensación económica de 5 millones de dólares por pasajero del vuelo.

## Filmografía
Este accidente fue presentado en el episodio 5 de la temporada 22 de la serie Mayday: catástrofes aéreas titulado "Holding Pattern", en España "Patrón de Espera", y en Hispanoamérica "Trampa Letal".